# Вулька-Баґновська
Вулька-Баґновська (пол. Wólka Bagnowska, нім. Bagnowenwolka, 1939-45: Tiefendorf) — село в Польщі, у гміні Мронгово Мронґовського повіту Вармінсько-Мазурського воєводства.